# Jan II Keldermans

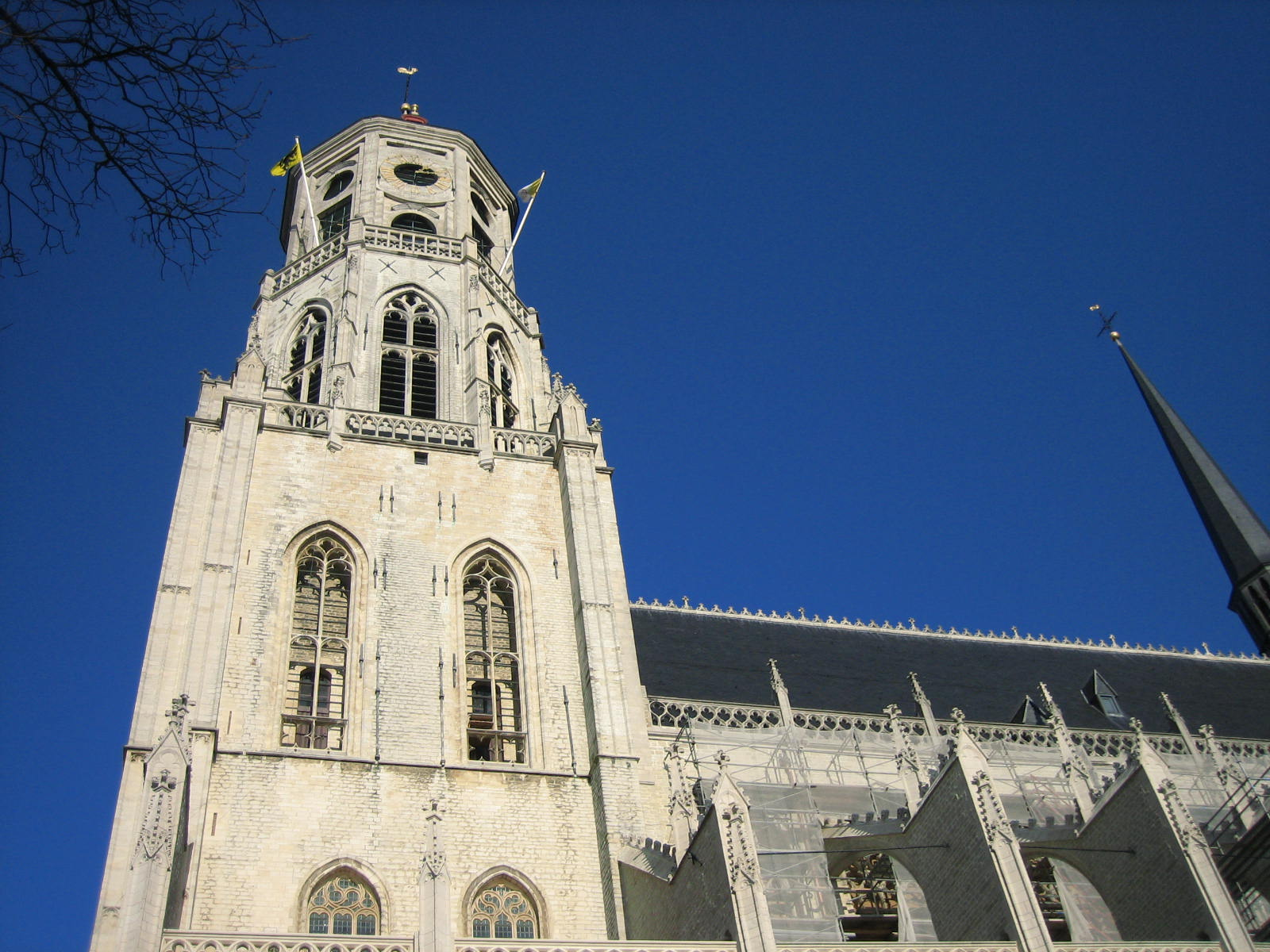
De Sint-Gummaruskerk in Lier. Jan II Keldermans was bouwmeester vanaf 1424 en werd later opgevolgd door zijn zoon en kleinzonen.

Jan II Keldermans ook Jan Van Mansdale (circa 1375-1445) was een Brabants architect uit de 15e eeuw, de eerste bouwmeester uit de Brabantse familie Keldermans.
Net als zijn vader Jan I werd hij in 1399 lid van het Brusselse steenbickelerenambacht. Hij was er meester der metselarijen maar moet ergens begin 15e eeuw verhuisd zijn naar Mechelen, waar hij woonde aan de Tichelrij. 
Van zijn opdrachten is niets bekend, tot hij in 1424 opduikt te Lier. Hij leidde er de bouwwerken van de Sint-Gummaruskerk. Nauwelijks drie jaar later werd hij aangesteld tot stadsarchitect van Mechelen. Hij werkte er aan bruggen, kaaien en stadspoorten.
Vanaf 1435 vertrok hij naar Leiden om daar enkele bouwprojecten te begeleiden, maar voor delicate operaties werd hij nog naar de werf in Lier geroepen. Na het plotse overlijden van Sulpitius van Vorst in 1439 zette hij – met Matthijs de Layens – de bouw van het Stadhuis van Leuven en de Sint-Pieterskerk voort. Ook dan werd hij in 1443 weer in Lier gesignaleerd voor werken aan de kruisbeuk.
Als Mechels stadsarchitect zijn van Keldermans vanaf 1441 weer betalingen opgetekend, onder meer in verband met de Nekkerspoelpoort en de Hanswijckpoort. Zijn zoon Andries leverde het beeldhouwwerk en deed dat ook reeds op andere werven, zoals in Leuven. Vader Keldermans kreeg naar het einde van zijn leven de opdracht om – als eerste echte opvolger van de in 1377 overleden Jean d'Oisy – de grote toren van de Sint-Romboutskathedraal te ontwerpen. Hij stierf echter tijdens de funderingswerken in 1445 en zou de eerstesteenlegging van de Romboutstoren zeven jaar later niet meer meemaken. Na zijn dood werd hij opgevolgd door zijn zoon Andries, die van de beeldhouwkunst overschakelde op het beroep van zijn vader.
Tijdens en na zijn dood raakten nog meer van Keldermans' kinderen bekend door hun Brabants-gotische stijl in zowel de bouwkunst als in de beeldhouwkunst. Rombout I werd glasschilder, Jan III bouwmeester-beeldhouwer en Mathijs I beeldhouwer.

## Lijst van bouwwerken (selectie)
- de grote toren van de Sint-Romboutskathedraal in Mechelen (ontwerp en eerste bouwplannen).
- Sint-Gummaruskerk in Lier (vanaf 1424)
- Onze-Lieve-Vrouw-ten-Poel in Tienen (vanaf 1439)
- Sint-Pieterskerk in Leuven (vanaf 1439)
- Stadhuis van Leuven (vanaf 1439)